# Turbicellepora valligera
Turbicellepora valligera är en mossdjursart som beskrevs av Hayward och Cook 1983. Turbicellepora valligera ingår i släktet Turbicellepora och familjen Celleporidae. Inga underarter finns listade i Catalogue of Life.